# 埃格斯海姆
埃格斯海姆是德国巴登-符腾堡州的一个市镇。总面积7.66平方公里，总人口643人，其中男性332人，女性311人（2011年12月31日），人口密度84人/平方公里。